# Leucoloma albulum
Leucoloma albulum là một loài Rêu trong họ Dicranaceae. Loài này được (Sull.) A. Jaeger mô tả khoa học đầu tiên năm 1872.